# 파니파트

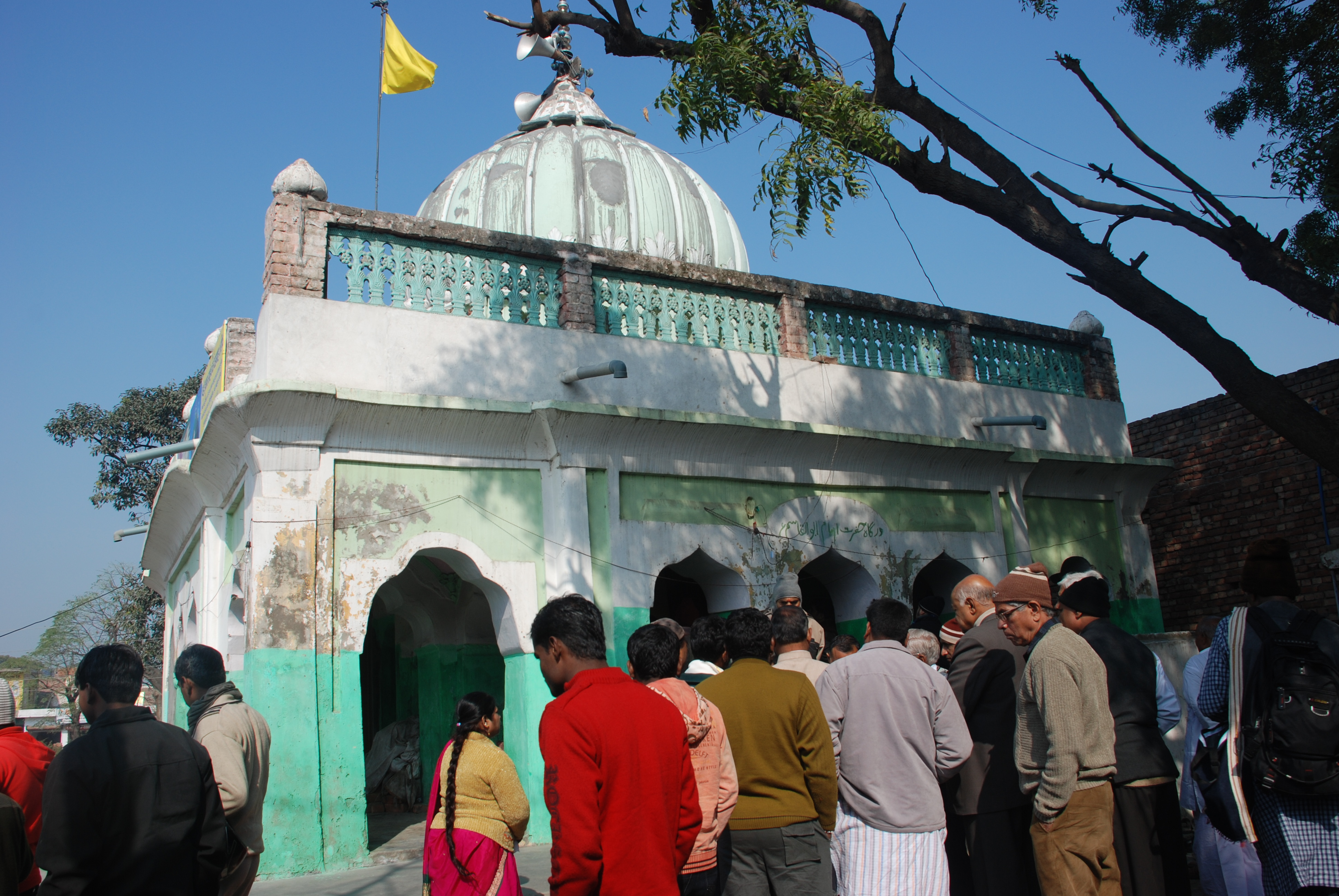

파니파트(영어: Panipat, 힌디어: पानीपत)는 인도 하리아나 주에 위치한 도시로, 인구는 1,202,811명(2011년 기준), 높이는 해발 219m이다. 델리에서 북쪽으로 90km, 찬디가르에서 남쪽으로 169km 정도 떨어진 곳에 위치한다. 역사적으로 세 차례에 걸쳐 큰 전투가 벌어진 곳이기도 하다.